# 厦门爱乐乐团
厦门爱乐乐团是一家创办于1998年的交响乐团，时任厦门市政协主席、现任乐团荣誉理事长蔡望怀为主要创始人。乐团地址在福建省厦门市文园路67号。
厦门爱乐乐团现任团长为方翊，艺术总监和首席指挥为著名指挥家傅人长，理事会秘书长黄小芳，运营总监黄德馨。厦门爱乐乐团是中国第一家“民办公助”性质的全职交响乐团，实行理事会领导下的艺术总监负责制。自1998年创办至2017年，已在国内外80多个城市进行了巡回演出，为听众带去了1200多场精彩的经典交响音乐会。

## 乐团历史
- 1998年9月9日，厦门爱乐乐团在鼓浪屿音乐厅举行成立首演。首演音乐会共有演奏员56人参加，由乐团艺术总监、首席指挥郑小瑛教授指挥演奏了莫扎特的《费加罗的婚姻（英语：The Marriage of Figaro）》序曲，舞剧《白毛女》组曲，小提琴协奏曲《梁祝》和贝多芬的第六“田园”交响曲。首演当天，来厦门参加“九八”投洽会的国务委员吴仪出席音乐会。[1]
- 2012年10月18日，郑小瑛指挥携厦门爱乐乐团在俄罗斯莫斯科音乐学院大厅上演了“土楼北行”访俄演出的首场音乐会。[2]
- 2015年11月12日，“高雅音乐进校园——厦门爱乐乐团团走进厦门理工学院”专场音乐会在厦门理工学院艺术会堂举行。[3]
- 2016年8月1日，厦门爱乐乐团为莎拉·布莱曼2016巡回演唱会厦门站演出担任伴奏。
- 2017年3月17日，厦门爱乐乐团受邀参加“集美大学第十九届校园文化艺术节”，在集美大学诚毅学院影剧院演出“陈嘉庚大型交响音乐会集大专场”音乐会。
- 受澳大利亚塔斯马尼亚热岛艺术节邀请，厦门爱乐乐团于2017年3月20日赴澳大利亚与国立塔斯马尼亚交响乐团（英语：Tasmanian Symphony Orchestra）一起在艺术节上表演。[4]

## 乐团指挥
- 郑小瑛：厦门爱乐乐团首任艺术总监、首席指挥，1998-2013年。
- 傅人长：厦门爱乐乐团现任艺术总监、首席指挥。2007年受厦门爱乐乐团聘请，担任艺术副总监、常任指挥，2013年10月担任乐团艺术总监、首席指挥。
- 张振山：厦门爱乐乐团驻团指挥。曾任上海交响乐团指挥。